# Tommy Haas
Thomas Mario Haas (Hamburgo, 3 de abril de 1978) é um tenista alemão. Mas em 2010 obteve dupla cidadania, alemã e americana. É casado com a modelo e atriz estadunidense Sara Foster.
Em 2002, obteve seu melhor ranking de simples na carreira, quando atingiu o nº 2 do ranking mundial masculino.
Já conquistou 15 títulos ATP em simples. Mas em 2001 ganhou seu maior título, o ATP Masters Series de Stuttgart.
No ano de 2002, foi vice-campeão do ATP Masters Series de Roma, perdendo o título para Andre Agassi.
Foi medalha de prata nos Jogos Olímpicos de Verão de 2000.
Em torneios do Grand Slam, ele foi semifinalista doOpen da Austrália nas temporadas de 1999, 2002 e 2007. Também chegou a semifinal do Torneio de Wimbledon em 2009.
Foi vice-campeão em 1999 do Grand Slam Cup (torneio realizado entre 1990 e 1999, com os tenistas que melhor atuavam nos Grand Slams do ano corrente).

## Estatísticas da Carreira

### Simples: 28 (15–13)
| Legenda                           |
| --------------------------------- |
| Torneios de Grand Slam (0)        |
| ATP World Tour Finals (0)         |
| Grand Slam Cup (0–1)              |
| Medalha de Prata Olímpica (1)     |
| ATP World Tour Masters 1000 (1–1) |
| ATP World Tour 500 Series (4–4)   |
| ATP World Tour 250 Series (10–6)  |

| Resultado | No. | Data              | Torneios                           | Surpercífie | Adversário na final   | Placar na final                   |
| --------- | --- | ----------------- | ---------------------------------- | ----------- | --------------------- | --------------------------------- |
| Finalista | 1.  | 13 Outubro 1997   | Lyon, França                       | Dura (i)    | Fabrice Santoro       | 4–6, 4–6                          |
| Finalista | 2.  | 19 Outubro 1998   | Lyon, França                       | Dura (i)    | Àlex Corretja         | 6–2, 6–7(6–8), 1–6                |
| Finalista | 3.  | 11 Janeiro 1999   | Auckland, Nova Zelândia            | Dura        | Sjeng Schalken        | 4–6, 4–6                          |
| Venceu    | 1.  | 15 Fevereiro 1999 | Memphis, EUA                       | Dura        | Jim Courier           | 6–4, 6–1                          |
| Finalista | 4.  | 19 Julho 1999     | Stuttgart, Alemanha                | Saibro      | Magnus Norman         | 7–6(8–6), 6–4, 6–7(7–9), 0–6, 3–6 |
| Finalista | 5.  | 17 Setembro 1999  | Grand Slam Cup, Munique, Alemanha  | Carpete     | Greg Rusedski         | 3–6, 4–6, 7–6(7–5), 6–7(5–7)      |
| Finalista | 6.  | 1 Maio 2000       | Munique, Alemanha                  | Saibro      | Franco Squillari      | 4–6, 4–6                          |
| Finalista | 7.  | 18 Setembro 2000  | Jogos Olímpicos, Sydney, Austrália | Dura        | Yevgeny Kafelnikov    | 6–7(4–7), 6–3, 2–6, 6–4, 3–6      |
| Finalista | 8.  | 9 Outubro 2000    | Vienna, Austria                    | Dura (i)    | Tim Henman            | 4–6, 4–6, 4–6                     |
| Venceu    | 2.  | 1 Janeiro 2001    | Adelaide, Austrália                | Dura        | Nicolás Massú         | 6–3, 6–1                          |
| Venceu    | 3.  | 20 Agosto 2001    | Long Island, EUA                   | Dura        | Pete Sampras          | 6–3, 3–6, 6–2                     |
| Venceu    | 4.  | 8 Outubro 2001    | Vienna, Austria                    | Dura (i)    | Guillermo Cañas       | 6–2, 7–6(8–6), 6–4                |
| Venceu    | 5.  | 15 Outubro 2001   | Stuttgart Masters, Alemanha        | Dura (i)    | Max Mirnyi            | 6–2, 6–2, 6–2                     |
| Finalista | 9.  | 6 Maio 2002       | Roma, Itália                       | Saibro      | Andre Agassi          | 3–6, 3–6, 0–6                     |
| Venceu    | 6.  | 12 Abril 2004     | Houston, EUA                       | Saibro      | Andy Roddick          | 6–3, 6–4                          |
| Venceu    | 7.  | 12 Julho 2004     | Los Angeles, EUA                   | Dura        | Nicolas Kiefer        | 7–6(8–6), 6–4                     |
| Venceu    | 8.  | 5 Fevereiro 2006  | Delray Beach, EUA                  | Dura        | Xavier Malisse        | 6–3, 3–6, 7–6(7–5)                |
| Venceu    | 9.  | 25 Fevereiro 2006 | Memphis, EUA                       | Dura (i)    | Robin Söderling       | 6–3, 6–2                          |
| Venceu    | 10. | 24 Julho 2006     | Los Angeles, EUA                   | Dura        | Dmitry Tursunov       | 4–6, 7–5, 6–3                     |
| Venceu    | 11. | 25 Fevereiro 2007 | Memphis, EUA                       | Dura (i)    | Andy Roddick          | 6–2, 6–3                          |
| Venceu    | 12. | 14 Junho 2009     | Halle, Alemanha                    | Grama       | Novak Djokovic        | 6–3, 6–7(4–7), 6–1                |
| Venceu    | 13. | 17 Junho 2012     | Halle, Alemanha                    | Grama       | Roger Federer         | 7-6(7–5), 6-4                     |
| Finalista | 10. | 22 Julho 2012     | Hamburgo, Alemanha                 | Saibro      | Juan Mónaco           | 5–7, 4–6                          |
| Finalista | 11. | 5 Agosto 2012     | Washington, EUA                    | Dura        | Alexandr Dolgopolov   | 7–6(9–7), 4–6, 1–6                |
| Finalista | 12. | 17 Fevereiro 2013 | San José, EUA                      | Dura (i)    | Milos Raonic          | 4–6, 3–6                          |
| Venceu    | 14. | 5 Maio 2013       | Munique, Alemanha                  | Saibro      | Philipp Kohlschreiber | 6-3, 7-6(7–3)                     |
| Venceu    | 15. | 20 Outubro 2013   | Viena, Áustria                     | Dura (i)    | Robin Haase           | 6–3, 4–6, 6–4                     |
| Finalista | 13. | 16 Fevereiro 2014 | Zagreb, Croácia                    | Dura (i)    | Marin Čilić           | 3–6, 4–6                          |

### Desempenho em Grand Slams
| Torneio         | 2014 | 2013 | 2012 | 2011 | 2010 | 2009 | 2008 | 2007 | 2006 | 2005 | 2004 | 2003 | 2002 | 2001 | 2000 | 1999 | 1998 | 1997 | 1996 | Carreira |
| --------------- | ---- | ---- | ---- | ---- | ---- | ---- | ---- | ---- | ---- | ---- | ---- | ---- | ---- | ---- | ---- | ---- | ---- | ---- | ---- | -------- |
| Australian Open | 1R   | 1R   | 2R   | -    | 3R   | 3R   | -    | SF   | 4R   | 2R   | -    | -    | SF   | 2R   | 2R   | SF   | 1R   | -    | -    | 0        |
| Roland-Garros   | 1R   | QF   | 3R   | 1R   | -    | 4R   | -    | -    | 3R   | 3R   | 1R   | -    | 4R   | 2R   | 3R   | 3R   | 1R   | -    | -    | 0        |
| Wimbledon       | -    | 4R   | 1R   | 1R   | -    | SF   | 3R   | 4R   | 3R   | 1R   | 2R   | -    | -    | 1R   | 3R   | 3R   | 3R   | 2R   | -    | 0        |
| US Open         | -    | 3R   | 1R   | 3R   | -    | 3R   | 2R   | QF   | QF   | 3R   | QF   | -    | 4R   | 4R   | 2R   | 4R   | 2R   | 3R   | 1R   | 0        |